# Sina al-Janubiyya

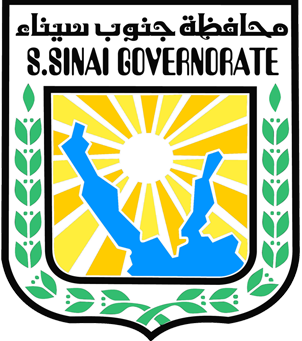
Guvernementets flagga

Lägeskarta

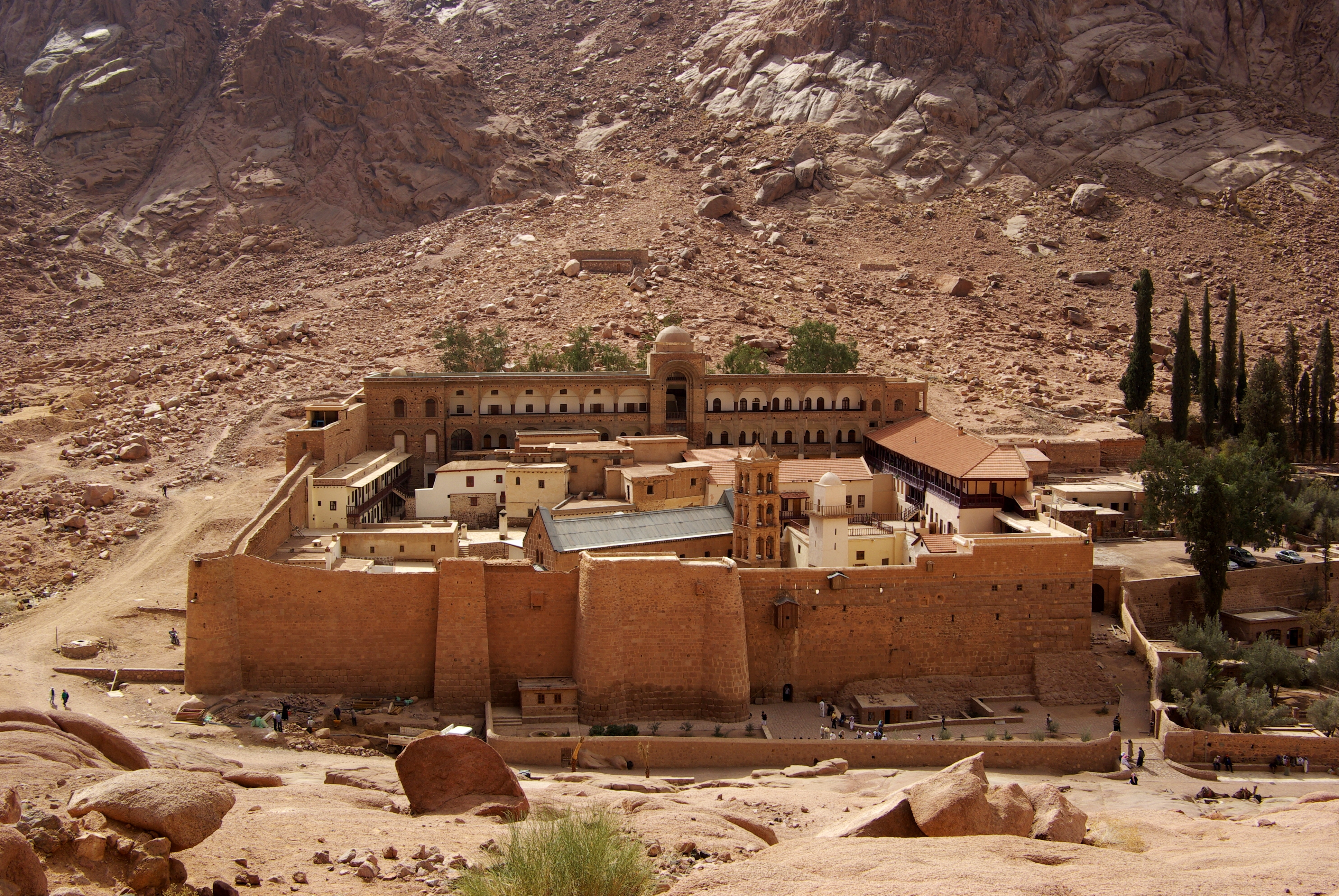
Katarinaklostret

Guvernementet Sina al-Janubiyya (arabiska: محافظة جنوب سيناء, Muhafazat Janub Sina, Södra Sinai guvernement) är ett av Egyptens 27 muhāfazāt (guvernement). Guvernementet ligger på den södra delen av Sinaihalvön i landets östra del.

## Geografi
Guvernementet har en yta på cirka 31 272 km²med cirka 160 000  invånare. Befolkningstätheten är 5,1 invånare/km².
Katarinaklostret som upptogs på Unescos världsarvslista 2002 ligger ca 50 km nordost om staden at-Tur.

## Förvaltning
Guvernementets ISO 3166-2 kod är EG-JS och huvudort är at-Tur. Guvernementet är ytterligare underdelad i 9 kism (distrikt).